# HMP Belmarsh
HMP Belmarsh (His Majesty’s Prison Belmarsh) – męskie więzienie kategorii A, zlokalizowane w gminie Greenwich w Londynie w Anglii. Więzienie zarządzane jest przez agencję rządową His Majesty’s Prison Service (Służba Więzienna Jego Królewskiej Mości) i przylega bezpośrednio do HMP Thameside i HMP Isis. W sierpniu 2020 miało pojemność operacyjną 826 i przetrzymywało 778 więźniów. Belmarsh jest jednym z ośmiu więzień o zaostrzonym rygorze w Anglii i Walii. Zostało zaprojektowane z myślą o przestępcach uznawanych za zagrożenie dla bezpieczeństwa narodowego, w tym terrorystów IRA.

## Historia
HMP Belmarsh zostało zbudowane na terenie dawnych zakładów uzbrojenia artyleryjskiego Royal Arsenal w dzielnicy Woolwich. Działalność rozpoczęło 2 kwietnia 1991 roku. Więzienie jest połączone przejściem podziemnym z sądem koronnym (Woolwich Crown Court), w którym odbywają się głośne sprawy sądowe, zwłaszcza dotyczące bezpieczeństwa narodowego. Było pierwszym zakładem karnym dla dorosłych mężczyzn wybudowanym w Londynie od momentu wybudowania HMP Wormwood Scrubs w r. 1874.
W latach 2001–2002 w Belmarsh przetrzymywano więźniów na czas nieokreślony i bez postawienia im zarzutów, zgodnie z postanowieniami części 4 ustawy o zwalczaniu terroryzmu, przestępczości i bezpieczeństwa narodowego (Anti-terrorism, Crime and Security Act 2001). Z tego powodu okrzyknięto je „brytyjską wersją Guantanamo Bay”. Lordowie prawa (członkowie Izby Lordów reprezentujący najwyższy sąd apelacyjny) orzekli w 2004 r., że takie uwięzienie jest dyskryminujące i sprzeczne z Europejską Konwencją Praw Człowieka.
W 2009 r. wykopaliska archeologiczne na terenie więzienia doprowadziły do odkrycia liczącej 6000 lat drewnianej platformy lub pomostu. Jest to najstarsza odnaleziona konstrukcja tego typu na terenie Anglii (przed jej odkryciem za najstarszą uznawano Sweet Track w pobliżu Glastonbury), a jednocześnie najstarsza konstrukcja drewniana odnaleziona na terenie Londynu.
W 2010 r. w obrębie Belmarsh otwarto instytucję dla młodocianych przestępców HMP Isis.

## Bezpieczeństwo
HMP Belmarsh jest zakładem karnym o znacznie zwiększonym rygorze bezpieczeństwa. Odwiedzających obowiązują ścisłe reguły, takie jak drobiazgowe przeszukanie przy wejściu, łącznie z dziećmi. Wszyscy odwiedzający są fotografowani podczas pierwszej wizyty, pobiera się od nich odciski palców i skanuje ich oczy. Może być również przeprowadzona kontrola przy pomocy psów węszących. Obowiązuje ściśle przestrzegany dress code: strój powinien być schludny i nie ekstrawagancki: zabronione są koszulki piłkarskie, kamizelki, ubranie pocięte, zabrania się wnoszenia zegarków i niektórych typów biżuterii, a także nakryć głowy, poza noszonymi ze względów religijnych.

## Zakład karny
Każdego roku do Belmarsh przyjmuje się ok. 1480 nowych więźniów, czyli ok. 124 miesięcznie. W 2021 roku blisko 150 więźniów było pochodzenia zagranicznego, a 57% mają inne pochodzenie etniczne niż białe. 60% więźniów oczekiwało na wyrok. 
Więzienie składa się z czterech bloków i dwóch jednostek specjalnych:
- Blok 1 – miejsce dla 174 więźniów, głównie starszych i skazanych na dożywocie,
- Blok 2 – miejsce dla 174 osób, głównie z krótkimi wyrokami i aresztantów,
- Blok 3 – miejsce dla 174 osób na okresie wstępnym,
- Blok 4 – miejsce dla 171 więźniów wrażliwych,
- Jednostka wysokiego bezpieczeństwa – miejsce dla 47 więźniów potencjalnie niebezpiecznych,
- Jednostka do segregacji więźniów – 16 miejsc dla więźniów ukaranych wewnętrznie i odosobnionych.

Zakwaterowanie w więzieniu składa się w około 60% z cel wieloosobowych i 40% z pojedynczych cel, rozmieszczonych głównie w 4 jednostkach mieszkalnych. W więzieniu znajduje się 916 łóżek, 40% cel jest jednoosobowych. 
W więzieniu Belmarsh przetrzymywani są więźniowie z całej Wielkiej Brytanii. Mimo statusu zakładu kategorii A, w roku 2021 tylko 17% przetrzymywanych tam więźniów miało przyznaną tę kategorię. Ponadto pełni rolę lokalnego zakładu karnego dla wszystkich kategorii więźniów z Centralnego Sądu Karnego (tzw. Old Bailey), oraz sądów z południowo-zachodniej części hrabstwa Essex. Osadzeni mają zapewniony dostęp do edukacji, warsztatów, dwóch sal gimnastycznych. Personel więziennej siłowni organizuje treningi akredytowane przez związek piłkarski (FA) w ramach partnerstwa z klubem piłkarskim Charlton Athletic F.C.
W Belmarsh działa program wsparcia psychologicznego dla więźniów zagrożonych samobójstwem lub samookaleczeniem. Istnieje również grupa wsparcia dla osadzonych cudzoziemców, udzielająca porad w zakresie prawa imigracyjnego.
Przeprowadzone przez naczelnego inspektora więzień (HM Chief Inspector of Prisons) niezapowiedziane inspekcje w roku 2021 wykazały, że mimo iż zakład jest dobrze zarządzany, wzrósł poziom agresji między więźniami, mimo ograniczeń w kontaktach między nimi wprowadzonych ze względu na pandemię COVID-19, i przez rok nie zwołano zebrania dotyczącego ograniczenia przemocy. Stwierdzono również nieproporcjonalne użycie siły w stosunku do więźniów młodocianych i o czarnym kolorze skóry. Władze zakładu karnego nie przyłożyły dostatecznej uwagi do rosnącego poziomu samookaleczeń więźniów i nie otoczyło szczególną opieką więźniów o tendencjach samobójczych.

## Znani więźniowie
- Ronnie Biggs – brytyjski przestępca, uczestnik napadu stulecia w 1963 roku[13];
- Michael Adebolajo i Michael Adebowale – mordercy brytyjskiego żołnierza Lee Rigby'ego(inne języki)[14];
- Abu Hamza al-Masri(inne języki) – egipski duchowny i były współpracownik nieżyjącego już przywódcy Al-Kaidy Osamy bin Ladena, deportowany do USA w 2012 roku, tam skazany na dożywocie[15];
- Julian Assange – australijski aktywista, założyciel WikiLeaks[16];
- Anjem Choudary – brytyjski prawnik, islamista i aktywista, skazany za namawianie do poparcia dla tzw. Państwa Islamskiego, zwolniony z Belmarsh w 2018 roku[17];
- David Copeland(inne języki) – neonazista, były członek skrajnie prawicowych grup politycznych. Skazany za serię ataków bombowych w 1999 w Londynie, wymierzonych w społeczności LGBT, bengalską i osób czarnoskórych. 3 osoby zginęły w atakach, a 139 zostało rannych. Copeland został skazany na dożywocie z perspektywą zwolnienia po upływie minimum 50 lat[18].
- Richard Huckle(inne języki) – seryjny przestępca seksualny, skazany za 71 napaści seksualnych na dzieci podając się za chrześcijańskiego nauczyciela w Malezji. W 2019 r. został zamordowany przez innego więźnia[19].
- Usman Khan(inne języki) – skazany za terroryzm, zwolniony w 2018 r. W 2019 był sprawcą zamachu terrorystycznego na London Bridge, podczas którego zginął od kul policjantów[20].
- Denis MacShane – polityk, były minister stanu ds. europejskich, skazany w 2013 r. na 6 miesięcy za oszustwa finansowe na kwotę £12 900[21];
- Stephen Port(inne języki) – seryjny morderca, skazany w 2016 roku za gwałty i morderstwa czterech mężczyzn[22];
- Charles Bronson(inne języki) – notoryczny, wielokrotnie skazywany przestępca, m.in. za napady z bronią w ręku[23]
- Jeffrey Archer – pisarz brytyjski, skazany za krzywoprzysięstwo, swój pobyt w więzieniu opisał w opublikowanym w trzech tomach pamiętniku[24]

## Więzienie w kulturze
- Jeffrey Archer opisał swoje pierwsze 21 dni pobytu w więzieniu Belmarsh w pierwszym tomie trylogii A Prison Diary. Volume I: Belmarsh: Hell[25].
- Paddy Kane, jeden z więźniów HMP Bellmarsh napisał Belmarsh Bang-up: A Newbies Guide To Prison – przewodnik po więzieniu dla początkujących[26].